# Шабазз Неп'єр
Шабазз Боузі Неп'єр (англ. Shabazz Bozie Napier, нар. 14 липня 1991, Бостон, США) — американський професіональний баскетболіст, розігруючий захисник.

## Ігрова кар'єра
На університетському рівні грав за команду Коннектикут (2010–2014). Двічі ставав чемпіоном NCAA (2011, 2014), а 2014 року був визнаний як найвидатніший гравець Фіналу чотирьох.
2014 року був обраний у першому раунді драфту НБА під загальним 24-м номером командою «Шарлотт Горнетс». Проте професіональну кар'єру розпочав 2014 року виступами за «Маямі Гіт», куди був обміняний одразу після драфту. Захищав кольори команди з Маямі протягом одного сезону.
Протягом свого першого сезону в НБА також викликався до складу фарм-клубу «Маямі» — команди Ліги розвитку НБА «Сіу Фоллс Скайфорс».
2015 року перейшов до «Орландо Меджик», у складі якої провів наступний сезон своєї кар'єри. 11 листопада 2015 року провів найрезультативніший матч у кар'єрі, забивши 22 очки у кошик «Лос-Анджелес Лейкерс».
Наступною командою в кар'єрі гравця була «Портленд Трейл-Блейзерс», за яку він відіграв 2 сезони. 10 квітня 2017 року оновив свій особистий рекорд результативності, забивши 32 очки у матчі проти «Сан-Антоніо Сперс».
2018 року став гравцем «Бруклін Нетс». 29 грудня 2018 року в матчі проти «Мілвокі Бакс» повторив свій рекорд результативності, набравши 32 очки.
7 липня 2019 року був обміняний до «Голден-Стейт Ворріорс», як частина угоди по обміну Кевіна Дюранта. Наступного дня разом з Тревоном Гремом перейшов до складу «Міннесота Тімбервулвз» в обмін на Ліора Еліяху.
5 лютого 2020 року був обміняний до «Денвер Наггетс». Наступного дня «Денвер» знову обміняв його, цього разу на Джордана Макрея до «Вашингтон Візардс».

## Статистика виступів

### Регулярний сезон
| Сезон             | Команда                   | GP  | GS | MPG  | FG%  | 3P%  | FT%  | RPG | APG | SPG | BPG | PPG |
| ----------------- | ------------------------- | --- | -- | ---- | ---- | ---- | ---- | --- | --- | --- | --- | --- |
| 2014–15           | «Маямі Гіт»               | 51  | 10 | 19.8 | .382 | .364 | .786 | 2.2 | 2.5 | .8  | .1  | 5.1 |
| 2015–16           | «Орландо Меджик»          | 55  | 0  | 10.9 | .338 | .327 | .733 | 1.0 | 1.8 | .4  | .0  | 3.7 |
| 2016–17           | «Портленд Трейл-Блейзерс» | 53  | 2  | 9.7  | .399 | .370 | .776 | 1.2 | 1.3 | .6  | .0  | 4.1 |
| 2017–18           | «Портленд Трейл-Блейзерс» | 74  | 9  | 20.7 | .420 | .376 | .841 | 2.3 | 2.0 | 1.1 | .2  | 8.7 |
| 2018–19           | «Бруклін Нетс»            | 56  | 2  | 17.6 | .389 | .333 | .833 | 1.8 | 2.6 | .7  | .3  | 9.4 |
| 2019–20           | «Міннесота Тімбервулвз»   | 36  | 22 | 23.8 | .403 | .296 | .818 | 3.1 | 5.2 | 1.1 | .2  | 9.6 |
| Усього за кар'єру | Усього за кар'єру         | 325 | 46 | 16.9 | .394 | .344 | .812 | 1.9 | 2.4 | .8  | .1  | 6.8 |

### Плей-оф
| Сезон             | Команда                   | GP | GS | MPG  | FG%  | 3P%  | FT%  | RPG | APG | SPG | BPG | PPG |
| ----------------- | ------------------------- | -- | -- | ---- | ---- | ---- | ---- | --- | --- | --- | --- | --- |
| 2017              | «Портленд Трейл-Блейзерс» | 4  | 0  | 11.8 | .421 | .455 | .750 | 1.0 | .8  | .5  | .0  | 6.8 |
| 2018              | «Портленд Трейл-Блейзерс» | 2  | 0  | 17.5 | .455 | .000 | .500 | 1.0 | 1.5 | 1.5 | .0  | 5.5 |
| 2019              | «Бруклін Нетс»            | 3  | 0  | 9.3  | .636 | .600 | .875 | 2.3 | 3.7 | .3  | .0  | 8.0 |
| Усього за кар'єру | Усього за кар'єру         | 9  | 0  | 12.2 | .488 | .400 | .778 | 1.4 | 1.9 | .7  | .0  | 6.9 |